# Rick Remender
Rick Remender, né en février 1973, est un scénariste et un dessinateur de comics américain.

## Biographie
Rick Remender naît en février 1973 à Portland dans l'Oregon. Dans les années 1990 il travaille comme animateur sur de nombreux films comme Le Géant de fer, Anastasia, Titan A.E. et pour des publicités. Cela l'amène en 1999 à être enseignant à l'école des Beaux-Arts de San Francisco dans la section animation et storyboard. Par ailleurs il dessine ou prépare les pochettes de disques de plusieurs groupes de punk. En 1999, il se tourne vers la bande dessinée et publie,, chez Slave Labor un roman graphique intitulé Captain Dingleberry. Ce travail est suivi en 2000 d'un second roman graphique intitulé Black Heart Billy et en 2002 d'un troisième nommé Doll and Creature. Ces deux ouvrages sont publiés par AiT/Planet Lar. Entre ces deux bande dessinées, il produit une série d'animation en douze épisodes diffusée sur internet intitulée Swingtown. Pour ce projet il travaille avec Kieron Dwyer et John Estes.
En 2002, il retrouve Kieron Dwyer dont il encre les dessins sur Les Vengeurs. Cette collaboration se poursuit sur Sea of Red publié par Image Comics en 2005, Night Mary publié par IDW en 2005 et XXXombies publié par Image Comics en 2007. En 2005, il dessine l'adaptation du film Man with the Screaming Brain pour Dark Horse Comics. Il est aussi le dessinateur de la série The Last Christmas sur des scénarios de Brian Posehn et Gerry Duggan. Cette année 2005 est une année riche puisqu'il crée avec Tony Moore la série Fear Agent publiée d'abord par Image puis par Dark Horse et il dessine Strange Girl sur des scénarios d'Éric Nguyen pour Image. En 2008 il dessine la mini-série Gigantic chez Dark Horse (achevée en 2010) et The End League avec Matt Broome encore chez Dark Horse (achevée en 2009). De 2009 à 2010 il est le scénariste du Punisher et de Doctor Voodoo: Avenger of the Supernatural.

## Œuvre
- Avengers Universe, Panini

1. Le Pari, scénario de Cullen Bunn, Kelly Sue DeConnick, Rick Remender, Jason Aaron et Mark Waid, dessins de Yu Leinil, Will Sliney, John Romita Jr., Esad Ribic et Stefano Caselli, 2013  (ISBN 978-2-8094-3387-6)
2. Infection, scénario de Cullen Bunn, Kelly Sue DeConnick, Rick Remender, Jason Aaron et Mark Waid, dessins de Yu Leinil, Will Sliney, John Romita Jr., Esad Ribic et Stefano Caselli, 2013  (ISBN 978-2-8094-3523-8)
- Avengers vs X-Men Extra, Panini Comics

3. Tome 3, scénario de Jeph Loeb, Christ Yost, Rick Remender et Kaare Andrews, desins de Terry Dodson, Brandon Peterson et Ed McGuinness, 2013  (ISBN 978-2-8094-2966-4)
- Dark Reign, Panini Comics, collection Marvel Comics

5. La Cabale, scénario de Matt Fraction, Rick Remender, Jonathan Hickman, Andy Diggle, Daniel Way, Pete Milligan et Kieron Gillen, dessins de Daniel Acuña, Adi Granov, Carmine Di Giandomenico, Max Fiumara, Tonci Zonjic, Paco Medina et Bong Dazo, 2010  (ISBN 978-2-8094-1202-4)
11. Frères de sang, scénario de Jonathan Hickman, Rick Remender, Brian Michael Bendis et Karl Kesel, dessins de Mike Mayhew, Alessandro Vitti, Mahmud A. Asrar et Mike Deodato Jr., 2010  (ISBN 978-2-8094-1637-4)
- The End League, Akileos, collection Dark Horse Comics

1. Beaucoup de bruit pour rien, scénario de Rick Remender, dessins de Mat Broome, 2009  (ISBN 978-2-355-74037-4)
- Fear Agent, scénario de  Rick Remender, Akileos

1. Re-ignition, dessins de Tony Moore, 2008  (ISBN 978-2-355-74006-0)
2. Ma Guerre, dessins de Jerome Opeña, 2008  (ISBN 978-2-355-74018-3)
3. Le Dernier Adieu, dessins de Tony Moore, 2008  (ISBN 978-2-355-74029-9)
4. Entreprise de démolition, dessins de Kieron Dwyer et Jerome Opeña, 2009  (ISBN 978-2-355-74035-0)
5. Conflit d'ego, dessins de Tony Moore, 2009  (ISBN 978-2-355-74056-5)
6. Déphasé, dessins de Mike Hawthorne et Tony Moore, 2011  (ISBN 978-2-355-74082-4)

- Gigantic, scénario de Rick Remender, dessins d'Éric Nguyen, Akileos, collection Colors, 2010  (ISBN 978-2-355-74055-8)
- Hulk, Panini Comics

1. Hulk contre Banner, scénario de Rick Remender, Jeff Parker et Jason Aaron, dessins de Decan Shalvey, Patrick Zircher et Whilce Portacio, 2012  (ISBN 978-2-8094-2712-7)
2. Une nouvelle vie, scénario de Rick Remender, Jeff Parker et Jason Aaron, dessins de Decan Shalvey, Patrick Zircher et Whilce Portacio, 2012  (ISBN 978-2-8094-2771-4)
3. Les Descendants, scénario de Rick Remender, Jeff Parker et Jason Aaron, dessins de Decan Shalvey, Patrick Zircher et Whilce Portacio, 2012  (ISBN 978-2-8094-2798-1)
8. Entretenir la rage, scénario et dessins collectifs, 2013  (ISBN 978-2-8094-2969-5)
9. Dans le vide, scénario de Rick Remender, Jeff Parker et Jason Aaron, dessins de Matteo Scalera, Dale Eaglesham et Dalibor Talajic, 2013  (ISBN 978-2-8094-3212-1)
10. Remplir un trou noir, scénario de Rick Remender, Jeff Parker et Jason Aaron, dessins de Matteo Scalera, Dale Eaglesham, Andy Kuhn et Carlos Pacheco, 2013  (ISBN 978-2-8094-3234-3)
11. La Loi Maya, scénario de Rick Remender, Jeff Parker et Jason Aaron, dessins de Matteo Scalera, Dale Eaglesham, Andy Kuhn et Carlos Pacheco, 2013  (ISBN 978-2-8094-3255-8)
12. Hulk : united, scénario de Rick Remender et Jason Aaron, dessins de Matteo Scalera et Palo Jefte, 2013  (ISBN 978-2-8094-3390-6)
- The Last Days of American Crime, scénario de Rick Remender, dessins de Greg Tocchini, Emmanuel Proust éditions, collection Atmosphères, 2010

1. Tome 1/3  (ISBN 978-2-84810-297-9)
2. Tome 2/3  (ISBN 978-2-84810-300-6)
3. Tome 3/3  (ISBN 978-2-84810-316-7)

- Marvel Saga, Panini Comics, collection Marvel Comics

6. La Mort en sursis, scénario de Rick Remender, dessins de Tan Eng Huat, 2010  (ISBN 978-2-8094-1488-2)
8. Frankencastle, scénario de Rick Remender, dessins de Tony Moore, 2010
10. Punition, scénario de Rick Remender, dessins de Tony Moore, 2011  (ISBN 978-2-8094-1979-5)
11. L'Île aux Monstres, scénario et dessins collectifs, 2011  (ISBN 978-2-8094-2182-8)
12. Sang pour sang, scénario de Rick Remender, dessins de Mick Bertilorenzi et Roland Boschi, 2011  (ISBN 978-2-8094-2274-0)
- Les Mondes fantastiques de Frazetta, Bragelonne/Milady, collection Milady Graphics

1. Volume 1, scénario et dessins collectifs, 2010  (ISBN 978-2-8112-0249-1)

- Spider-Man Universe, Panini Comics, collection Marvel Kiosque

1. Hors de contrôle, scénario de Rick Remender, dessins de Tony Moore, 2012  (ISBN 2-8094-2439-X)
3. Spider Island 3/4, scénario de Rick Remender et Kelly Sue DeConnick, dessins de Patrick Scherberger, Tom Fowler et Mike McKone, 2012  (ISBN 978-2-8094-2772-1)
4. Sur la route, scénario de Rick Remender, dessins de Lan Medina et Stefano Caselli, 2012  (ISBN 978-2-8094-2911-4)
5. Venom, scénario de Rick Remender et Cullen Bunn, dessins de Lan Medina et Kev Walker, 2013  (ISBN 978-2-8094-3219-0)
6. Les Monstres du Mal, scénario de Rick Remender et Cullen Bunn, dessins de Lan Medina, Thony Silas et Decan Shalvey, 2013  (ISBN 978-2-8094-3397-5)
- Strange Girl, Bamboo Édition, collection Angle Comics

1. L'Enfer de la jeunesse, scénario de Rick Remender, dessins d'Éric Nguyen, 2006  (ISBN 2-350-78150-X)

- TMNT : Chroniques des Tortues Ninja, Wetta WorldWide

1. Volume 1, scénario de Rick Remender, Peter Liehr et Steve Murphy, dessins de Peter Shaaff, Jim Lawson, Peter Laird et Rick Remender, 2007  (ISBN 978-2-353-09019-8)
4. Volume 4, scénario de Rick Remender, Peter Laird et Steve Murphy, dessins de Diego Jourdan, Rick Remender et Mike Manley, 2010  (ISBN 978-2-360-50002-4)
- Uncanny Avengers, scénario de Rick Remender, Panini Comics

1. Nouvelle Union, dessins de John Cassaday, 2013  (ISBN 978-2-8094-3628-0) (BNF 43797134)
2. Alliés mortels, co-scénario de Dennis Hopeless, Christopher Bachalo et Peter David, dessins de Kev Walker, Christopher Bachalo, John Cassaday et Michael Del Mundo, 2013  (ISBN 978-2-8094-3411-8)
3. A+X, co-scénario de Dennis Hopeless, Jason Aaron et James Asmus, dessins de Kev Walker, Pasqual Ferry, Billy Tan et John Cassaday, 2013  (ISBN 978-2-8094-3527-6)
4. Le Survivant, dessins de John Cassaday, 2013

- X-Men Universe, Panini Comics, collection Marvel Comics

2. Rapprochements, scénario de Rick Remender, Victor Gischler et Marjorie Liu, dessins de Will Conrad, Mike Perkins, Robbi Rodriguez, Jerome Opeña, Esad Ribic et Steve Kurth, 2012  (ISBN 978-2-8094-2766-0)
8. Génération brute, scénario et dessins collectifs, 2013  (ISBN 978-2-8094-2980-0)
9. Survie, scénario de Rick Remender, Brian Wood et Marjorie Liu, dessins de David Williams, Julian Totino Tedesco, David López, Mike Perkins et Roland Boschi, 2013  (ISBN 978-2-8094-3214-5)
11. Le Ferrailleur, scénario et dessins collectifs, 2013  (ISBN 978-2-8094-3252-7)
12. L'Homme de Fer, scénario et dessins collectifs, 2013
- Black Science, Urban Comics, collection Urban Indies
- 1 De Charybde en Scylla, février 2015
Scénario : Rick Remender - Dessin : Matteo Scalera - Couleurs : Dean White -  (ISBN 9782365775915)
- 2 La Boite de Pandore, mai 2015
Scénario : Rick Remender - Dessin : Matteo Scalera - Couleurs : Dean White -  (ISBN 9782365775922)
- 3 L'impossible Odyssée, janvier 2016
Scénario : Rick Remender - Dessin : Matteo Scalera - Couleurs : Moreno Dinisio -  (ISBN 9782365775939)
- 4 Sur les rives de Léthé, août 2016
Scénario : Rick Remender - Dessin : Matteo Scalera - Couleurs : Moreno Dinisio -  (ISBN 9782365778954)
- 5 Le Pacte de Circé, avril 2017
Scénario : Rick Remender - Dessin : Matteo Scalera - Couleurs : Moreno Dinisio -  (ISBN 9791026811237)
- 6 Argonautes du futur, février 2018
Scénario : Rick Remender - Dessin : Matteo Scalera - Couleurs : Moreno Dinisio -  (ISBN 9791026811947)
- 7 Le Silence de l'Aède, juin 2018
Scénario : Rick Remender - Dessin : Matteo Scalera - Couleurs : Moreno Dinisio -  (ISBN 9791026814603)
- 8 Le Banquet des Lotophages, février 2019
Scénario : Rick Remender - Dessin : Matteo Scalera - Couleurs : Moreno Dinisio -  (ISBN 9791026816270)
- Sacrifice
- 1 Sacrifice 1, Urban Comics, 2024
Scénario : Rick Remender - Dessin : Max Fiumara - traduit par Benjamin Rivière
- 2 Sacrifice 2, Urban Comics, 2025
Scénario : Rick Remender - Dessin : Max Fiumara - traduit par Benjamin Rivière